# Marc Daniel Giron
Marc Daniel Giron, född 1784 i Genève, död 1858 i Stockholm (?), var en schweiziskfödd hovjuvelerare åt det svensk-norska hovet. 
Giron invandrade till Sverige 1805 och öppnade fem år senare egen juveleraraffär och verkstad i Stockholm. Med åren blev han såväl hovjuvelerare som ledamot av Stockholms borgerskaps femtio äldste. Som hovjuvelerare har Giron bland annat tillverkat den norska drottningkronan och Oscar II:s prinskrona. 
Marc Daniel Giron ligger begravd på Jakobs kyrkogård i Stockholm. Han är stamfar för släkten Giron i Sverige.